# ان‌تی‌ال‌دی‌آر

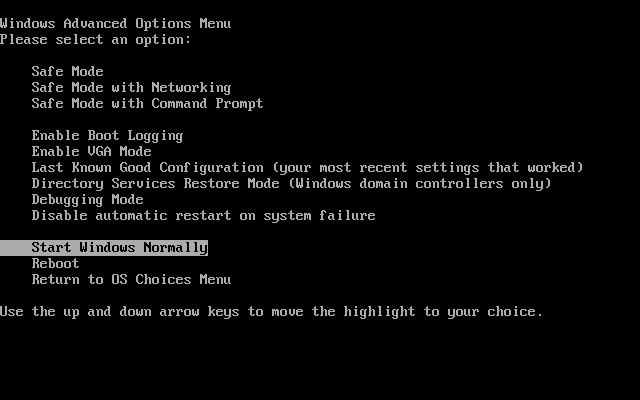
تصویری از منوی گزینه های پیشرفته ویندوز که توسط NTLDR Boot loader در Windows XP ایجاد شده است.

ان‌تی‌ال‌دی‌آر یا ان‌تی لودر (به انگلیسی: NT Loader- NTLDR) بارگذار بوت برای تمامی نسخه‌های مبتی بر ویندوز ان تی و همچنین ویندوز ایکس پی و ویندوز سرور ۲۰۰۳ است. ان‌تی‌ال‌دی‌آر معمولاً از روی دیسک سخت اجرا می‌شود اگرچه می‌توان آن را از روی سی‌دی رام یا فلش‌های یو اس بی اجرا کرد. ان‌تی‌ال‌دی‌آر را می‌توان برای سیستم‌های غیر ان‌تی هم بکار برد به شرط آنکه بوت سکتور مناسب انتخاب گردد.
برای استفاده از ان‌تی‌ال‌دی‌آر حداقل به فایل بر روی سیستم‌والیوم نیاز داریم:
- ان‌تی‌ال‌دی‌آر که شامل خود بارگذار بوت است.
- boot.ini که شامل اختیارات تنظیماتی به جهت استفاده از منوی بوت است.